# Morimus verecundus
Morimus verecundus är en skalbaggsart som först beskrevs av Franz Faldermann 1836.  Morimus verecundus ingår i släktet Morimus och familjen långhorningar.
Artens utbredningsområde är Iran. Inga underarter finns listade i Catalogue of Life.